# Dernancourt
Dernancourt is een gemeente in het Franse departement Somme (regio Hauts-de-France) en telt 437 inwoners (1999). De plaats maakt deel uit van het arrondissement Péronne.

## Geografie
De oppervlakte van Dernancourt bedraagt 6,6 km², de bevolkingsdichtheid is 66,2 inwoners per km².
De onderstaande kaart toont de ligging van Dernancourt met de belangrijkste infrastructuur en aangrenzende gemeenten.

## Demografie
Onderstaande figuur toont het verloop van het inwonertal (bron: INSEE-tellingen).